# Summer Holiday
"Summer Holiday" är en sång inspelad av Cliff Richard och The Shadows, skriven av kompgitarristen Bruce Welch och trummisen Brian Bennett. Den toppade den brittiska singellistan. Titeln är hämtad från filmen med samma namn. Den var en av sex låtar som Cliff Richard sjöng under Wimbledonmästerskapen 1996 då regnet sköt upp tennismatcherna. Den är en av hans mer kända låtar, och vanlig under livekonserterna.
En cover på låten av Kevin the Gerbil användes 1984 som signaturmelodi till TV-serien Rat on the Road II.
Melodin återanvändes 1986 i hiphoplåten Holiday Rap med nederländska MC Miker G & DJ Sven.

## Listplaceringar
| Lista (1963)   | Topplacering         |
| -------------- | -------------------- |
| Danmark        | 1 (DR "Top 20")      |
| Finland        | 6                    |
| Irland         | 2                    |
| Nederländerna  | 2                    |
| Norge          | 1                    |
| Storbritannien | 1 (UK Singles Chart) |
| Sverige        | 6 (Kvällstoppen)     |
| Sverige        | 5 (Tio i topp)       |

### Fotnoter
1. ↑  ”Listplacering”. Arkiverad från originalet den 21 mars 2016. https://web.archive.org/web/20160321080725/http://danskehitlister.dk/?hitlist_id=12&y=1963&hitlist_item_id=1001. Läst 16 januari 2022.
2. ↑  ”Listplacering”. http://suomenlistalevyt.blogspot.com/2015/08/rem-rob.html. Läst 16 januari 2022.
3. ↑  ”Listplacering”. http://irishcharts.ie/search/placement?page=1&search_type=title&placement=Summer+Holiday. Läst 16 januari 2022.
4. ↑  ”Listplacering”. http://dutchcharts.nl/showitem.asp?interpret=Cliff+Richard+%26+The+Shadows&titel=Summer+Holiday&cat=s. Läst 21 mars 2012.
5. ↑  ”Listplacering”. http://norwegiancharts.com/showitem.asp?interpret=Cliff+Richard+%26+The+Shadows&titel=Summer+Holiday&cat=s. Läst 21 mars 2012.
6. ↑  ”Cliff Richard Chart History” (på engelska). The Official UK Charts Company. https://www.officialcharts.com/artist/19899/cliff-richard/. Läst 16 januari 2022.
7. ↑  Hallberg, Eric (1993). Kvällstoppen i P3 (1:a uppl.). ISBN 91-630-2140-4
8. ↑  Hallberg, Eric (1998). Tio i topp - med de utslagna på försök 1961-74 (1:a uppl.). ISBN 91-972712-5-X